# Peugeot Automobiles Nigeria

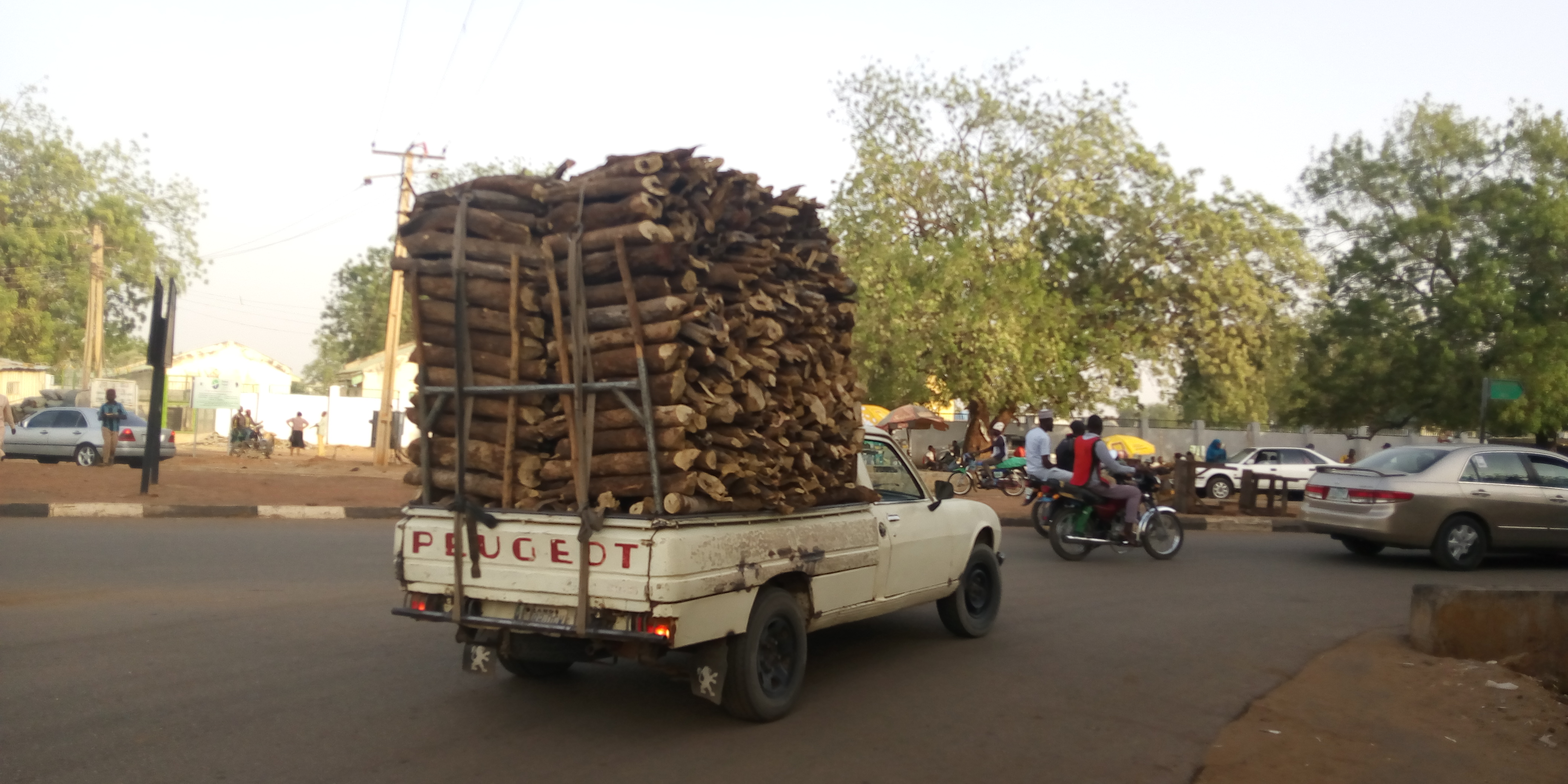

Le décret pour fonder la société Peugeot Automobiles Nigeria Ltd a été signé en 1969 par le gouvernement militaire fédéral de l'époque sous le général Yakubu Gowon
Implantée à Kaduna, Peugeot Automobiles Nigeria (PAN) est une société d'assemblage automobile fondée le 14 décembre 1972, dont Stellantis (anciennement PSA Peugeot Citroën) détient 3,43 % du capital, l'Etat nigérian ayant le reste (96,57 %).
L'usine a été mise en service en 1973 et la production réelle a commencé le 14 mars 1975. Depuis 1975, les modèles Peugeot 404, 504 (425 000 exemplaires produits pendant plus de 30 ans), notamment la version pick-up, 505 et 306 y ont été assemblés.
En 1981, l'entreprise disposait d'une capacité maximale d'environ 240 voitures par jour en deux équipes, soit 63.000 voitures par an. Les chiffres de production au cours des 10 premières années, entre 1975 et 1985, ont varié entre 36.000 et 66.000 voitures par an avec les modèles 404 berline et break, 504 et 505. Au cours des 10 premières années, 342 262 voitures ont été assemblées dans l'usine de Kaduna. À fin 2002, PAN avait assemblé un total de 521.676 véhicules dont 421.299 Peugeot 504 soit environ 82 %
Le ralentissement de l'économie nigériane a pesé sur les opérations de PAN depuis 1987. La production et les ventes annuelles sont tombées à seulement 3.750 unités en 1995. L'assemblage de la Peugeot 306 a débuté en 1995 suivi de la 406 en 2000 qui a remplacé la 504. La production moyenne se situe alors entre 25 et 30 voitures par jour. L'utilisation des capacités de l'usine ne dépasse pas 25 % sur un seul poste de travail. Le contenu local des voitures assemblées est de 8 alors que les 504 en contenaient environ 37%.
Dans les années 2000, l'activité fléchit sérieusement. En 2006, Peugeot cède ses parts à l'Etat nigérian. L'assemblage en CKD des modèles se poursuit sous licence.
En 2005, ASD Motors rachète l'usine dans le cadre du programme de privatisation du gouvernement fédéral mais, en 2012, l'usine est mise sous séquestre par AMCON, l'agence de redressement du gouvernement fédéral qui la gère en attendant qu'un nouvel investisseur principal soit trouvé.
En 2007, l'usine a produit 3 200 véhicules Peugeot 406, remplacée par la 307 tri-corps de 2008 à 2011.
En 2015, Peugeot reprend contact avec PAN pour faire assembler en SKD la Peugeot 301 avant un possible assemblage en CKD des 308 et 508 .
Depuis décembre 2015, l'usine assemble aussi des Peugeot 508
En 2017, l'usine qui assemblait les modèles Peugeot change de main et passe sous le contrôle du conglomérat Dangote. 
En 2018, un accord est passé entre le groupe Dangotte et PSA pour relancer l'activité de PAN avec de nouveaux modèles. PSA recevrait 10% de la nouvelle société et aurait la responsabilité de la gestion de l'usine,.
Il aura fallu attendre le 2 février 2022 pour voir la première automobile sortir de l'usine.